# 極楽寺 (ハルビン市)

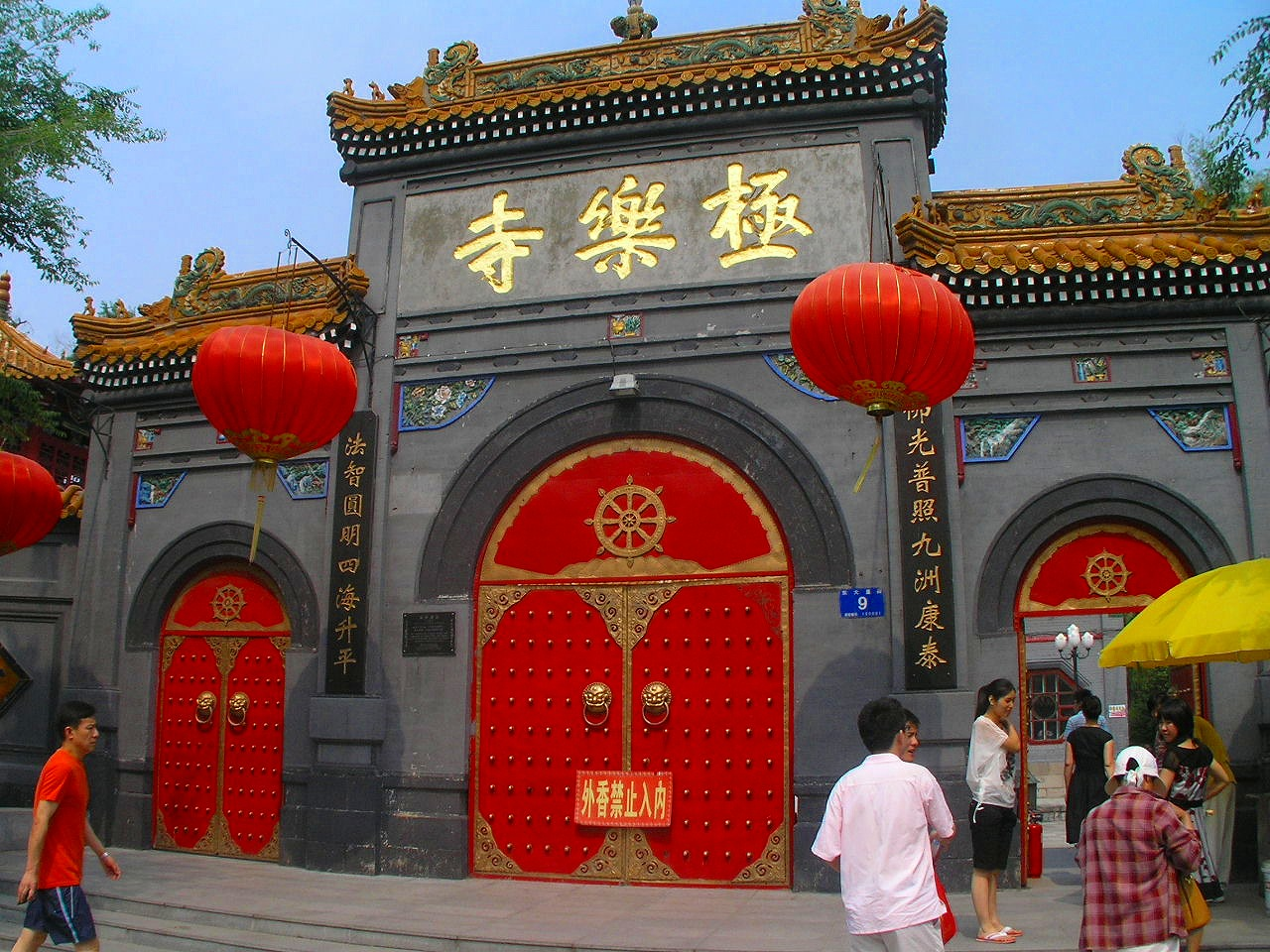
ハルビン極楽寺

極楽寺（ごくらくじ）は、中華人民共和国黒竜江省ハルビン市南崗区にある寺院。

## 概要
1921年から1924年にかけ建設された東北三省の4大古刹のひとつ。（後の3つは吉林省長春市の般若寺、遼寧省瀋陽市の慈恩寺、営口市の楞厳寺）中国の伝統的な寺院建築様式が見られる。僧坊もあり常に70-80人の僧侶が修行している。
境内には五百羅漢、木製の塔、黄金の大仏、地獄絵図などが立ち並ぶ。旧暦4月8日、18日、28日には縁日があるが、特に4月8日の釈迦生誕を祝う祭りは盛大である。
文化大革命時代には毛沢東が「宗教はアヘンだ」のスローガンのもと、宗教弾圧を行い教会や寺院の多くを破壊したが、弾圧をしていないことを対外的に示す目的や、過度の弾圧による人民の反動を考慮し、極楽寺や聖ソフィア大聖堂などを残した。
また、この界隈一帯は南崗文教街と呼ばれ、極楽寺をはじめ極楽寺塔院、普照寺の3つの寺院がある。

## 境内

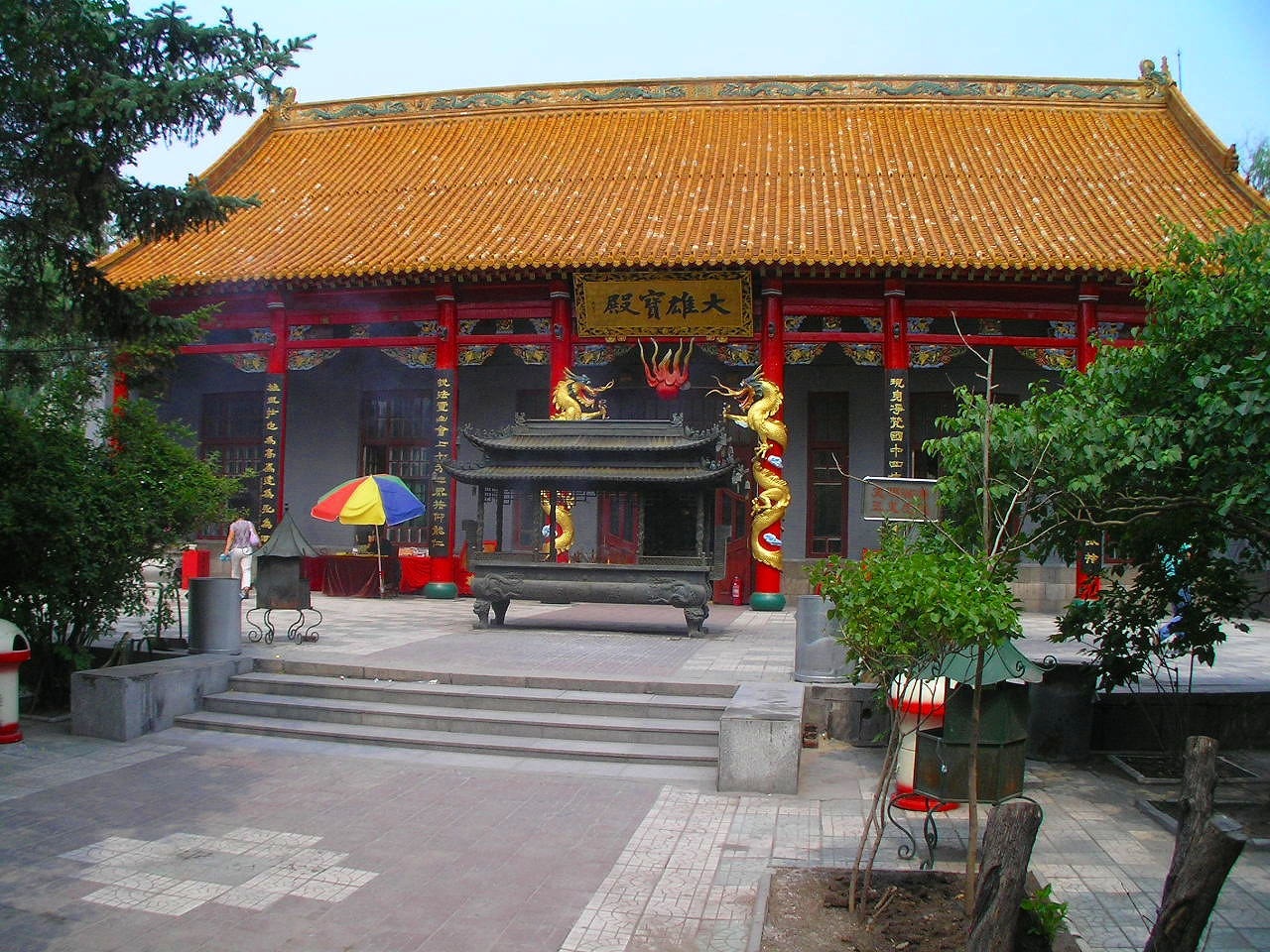
大雄寶殿
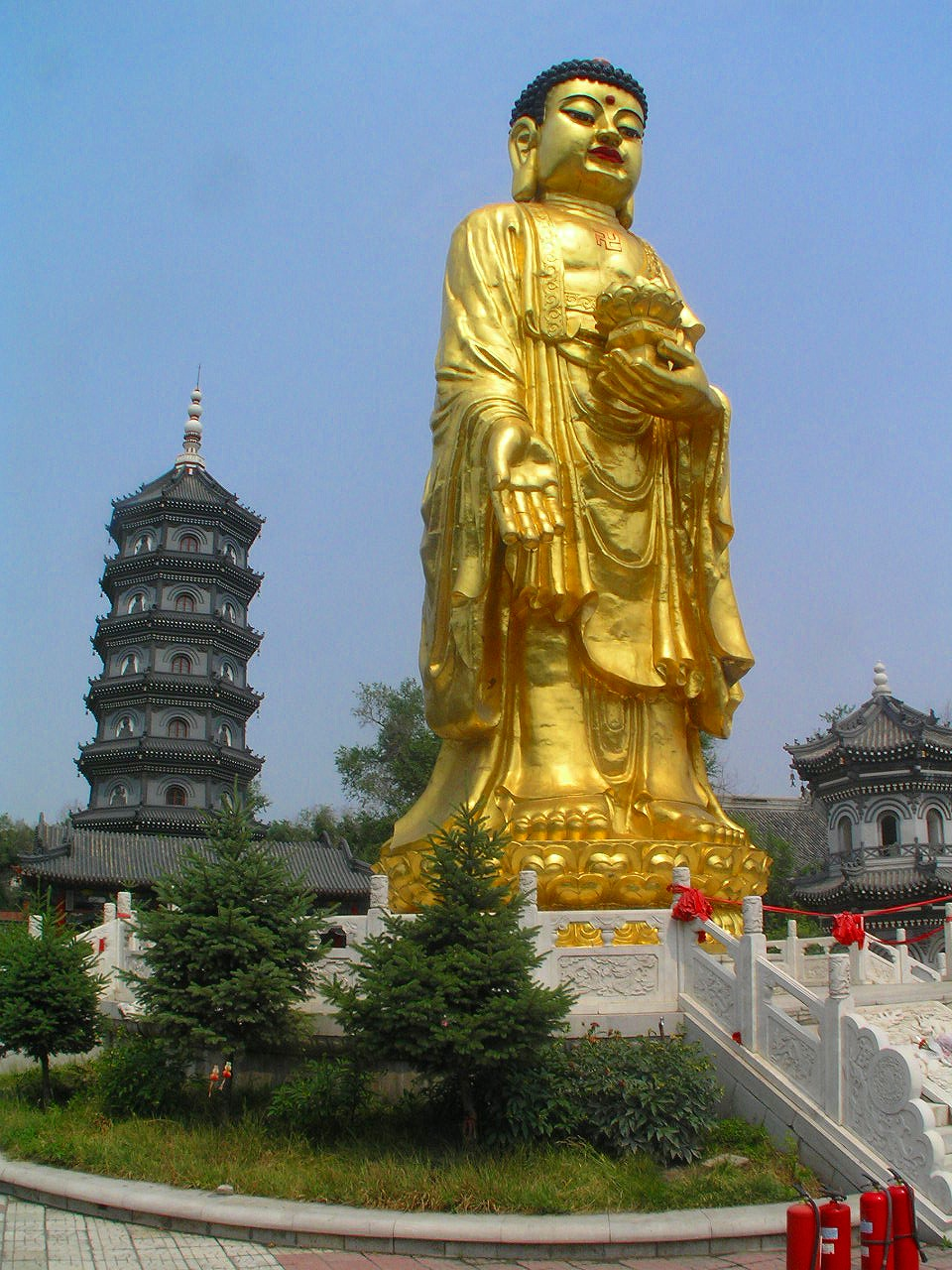
黄金の大仏
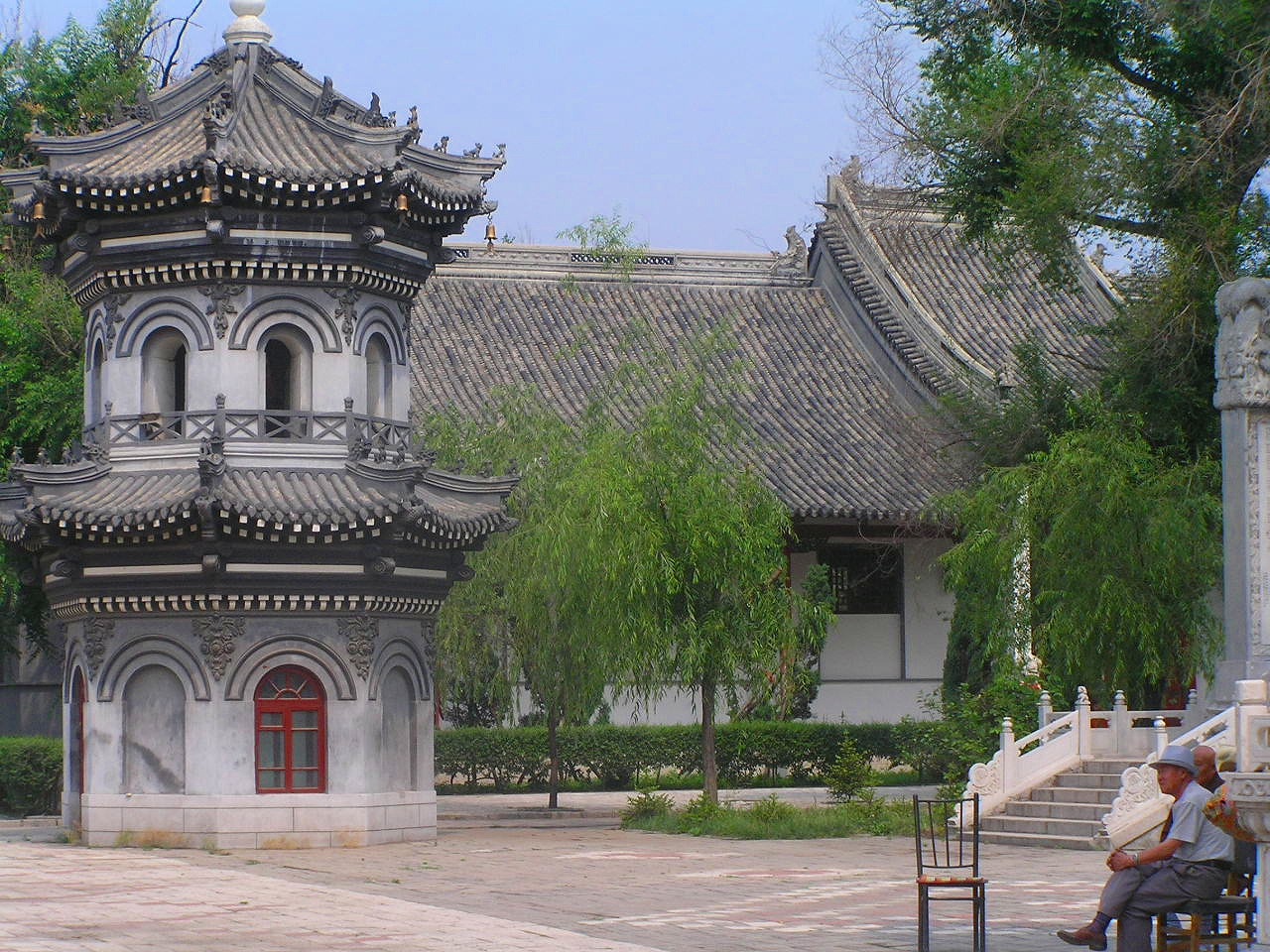
八角堂
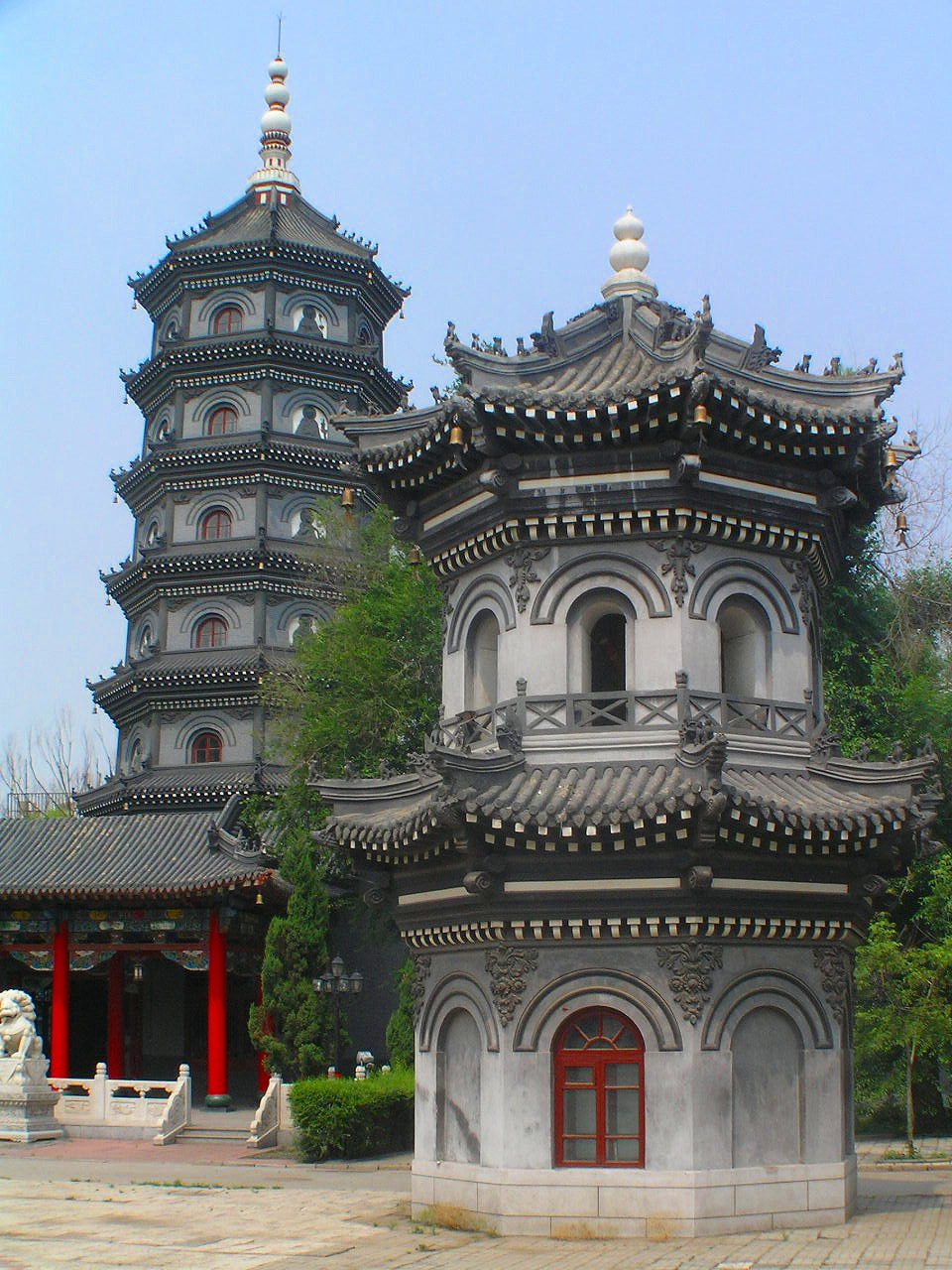
八角堂と塔
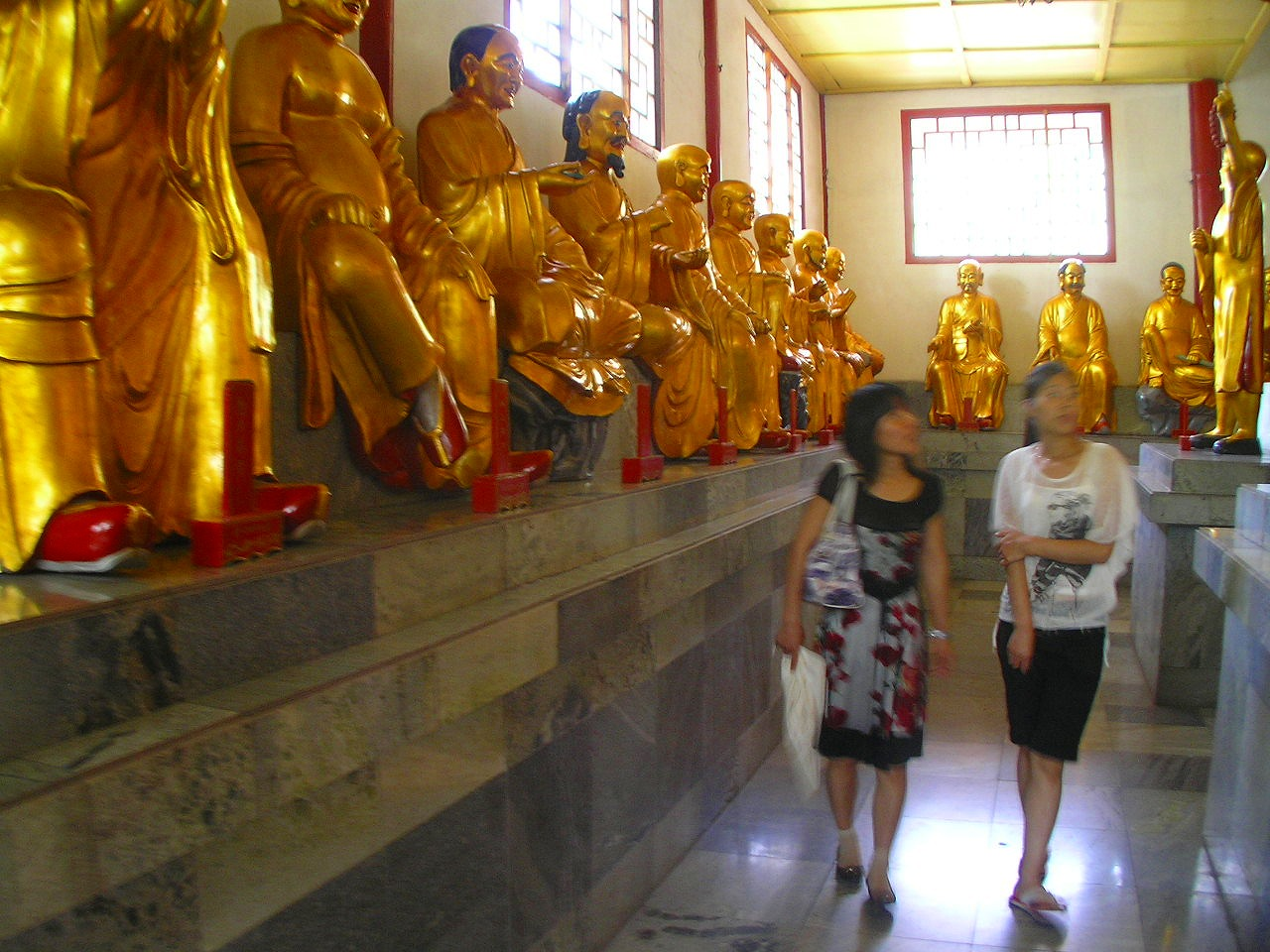
五百羅漢

座標: 北緯45度46分32秒 東経126度39分32秒 / 北緯45.77561度 東経126.65876度